# Estació de Parc Logístic
Parc Logístic és una estació de la línia 9 del metro de Barcelona. En aquesta estació hi tindran parada en un futur trens de la L2.
La previsió inicial era obrir l'estació l'any 2007, però donats els contratemps, es va posar en funcionament el 12 de febrer de 2016.
| Metro de Barcelona              |            |         |      |                        |
| Procedència/Destinació          | <          | Línia   | >    | Procedència/Destinació |
| Aeroport T1                     | Mercabarna |         | Fira | Zona Universitària     |
| Projectat                       |            |         |      |                        |
| Aeroport T1                     | Mercabarna |         | Fira | Badalona Pompeu Fabra  |
| Aeroport T1                     | Mercabarna | Can Zam | Fira |                        |
| Font recorregut: PDI 2009-2018. |            |         |      |                        |